# Beach Spikers
Beach Spikers: Virtua Beach Volleyball, выпущенная для игровых автоматов под названием Beach Spikers — видеоигра про пляжный волейбол. Игра была выпущена для японских игровых автоматов в 2001 году, а затем во всех регионах для Nintendo GameCube в 2002 году. Игра была издана Sega и разработана Sega AM2.

## Геймплей
Так как игра основана на пляжном волейболе, основное направление игры — матчи два на два, в которых волейбольный мяч бьют вперёд и назад через сетку, пока одна сторона не позволит мячу коснуться земли. Подобно спортивным играм от Sega серии Virtua, большая часть игрового процесса в Beach Spikers основана на «зарядке» силы движений. «Шкала зарядки» заполняется в зависимости от того, как долго кнопка удерживается до отпускания и совершения действия. В игре есть кнопка для паса и кнопка для переброски мяча через сетку, которые могут быть «заряжены». Таким образом, они составляют основу игры.
Есть два режима на выбор: аркадный режим и режим мирового тура. Однопользовательский аркадный режим представляет собой базовое продвижение через серию противников с искусственным интеллектом, а многопользовательский — матчи лицом к лицу с участием до четырёх игроков.
В режиме мирового тура игрок ведёт созданную пользователем команду через турнир, зарабатывая по мере прохождения очки. С помощью очков игрок может повышать характеристики своих игроков и разблокировать элементы кастомизации, некоторые из которых основаны на других играх Sega, таких как Fighting Vipers и Space Channel 5. У игрока есть возможность настроить своих персонажей или выбрать команду из определённой страны, такой как США, Ямайка, Италия, Франция и некоторых других.

## Критика
| Сводный рейтинг    | Сводный рейтинг |
| Агрегатор          | Оценка          |
| ------------------ | --------------- |
| GameRankings       | 77,20 %         |
| Metacritic         | 76/100          |
| Иноязычные издания |                 |
| Издание            | Оценка          |
| AllGame            | [ 4 ]           |
| Edge               | 6/10            |
| EGM                | 8/10            |
| Eurogamer          | 7/10            |
| Famitsu            | 30/40           |
| Game Informer      | 5/10            |
| GamePro            | [ 10 ]          |
| GameRevolution     | B               |
| GameSpot           | 8,1/10          |
| GameSpy            | [ 13 ]          |
| GameZone           | 7,7/10          |
| IGN                | 8,2/10          |
| Nintendo Power     | 4,1/5           |
| Maxim              | 7/10            |

Версия для GameCube получила «в целом положительные отзывы» согласно сайту-агрегатору Metacritic. В Японии Famitsu поставил ему 30 баллов из 40.
Game Machine поставила аркадную версию в выпуске от 1 сентября 2001 года как пятую по популярности аркадную игру года.
GameSpot номинировал версию для GameCube на «Лучшую игру, в которую никто не играл на GameCube» и «Лучшую альтернативную спортивную игру на GameCube» на Best and Worst of 2002 Awards. Премии достались Sega Soccer Slam и Tony Hawk’s Pro Skater 4.